# 熊本青年師範学校
| 熊本青年師範学校 （熊本青師） | 熊本青年師範学校 （熊本青師） |
| ----------------------------- | ----------------------------- |
| 創立                          | 1944年                        |
| 所在地                        | 熊本市                        |
| 初代校長                      | 渡辺広実                      |
| 廃止                          | 1951年                        |
| 後身校                        | 熊本大学                      |
| 同窓会                        | 熊本大学 教育学部同窓会       |

熊本青年師範学校 （くまもとせいねんしはんがっこう） は、1944年 （昭和19年） に設立された青年師範学校である。

## 概要
- 1920年 （大正9年） 設立の熊本県農業教員養成所を起源とする。
- 1944年（昭和19年）熊本県立青年学校教員養成所 （1935年（昭和9年）設立） の国への移管により熊本青年師範学校となった。
- 第二次世界大戦後の学制改革により、新制熊本大学教育学部の母体の一つとなった。
- 同窓会は 「熊本大学教育学部同窓会」 と称し、旧制 （熊本青師・熊本師範）・新制合同の会である。

## 沿革
- 1920年（大正9年）4月 - 飽託郡出水村 （現・熊本市出水[1]） にあった県立熊本農業学校に熊本県農業教員養成所（1年制）を附設。
  - 師範学校卒業者、あるいは小学校正教員免許保有者 （のち、教員経験のある者に変更） 対象。
- 1921年（大正10年）4月 - 熊本県農業補習学校教員養成所と改称。
- 1926年（大正15年）4月 - 代用附属健軍公民学校を設置。
- 1928年（昭和3年）9月 - 2年制に延長。
- 1931年（昭和6年）3月17日 - 熊本県立実業補習学校教員養成所と改称。
- 1932年（昭和7年）4月 - 代用附属学校を田迎農業公民学校に変更。
- 1935年（昭和10年）11月25日 - 熊本県立青年学校教員養成所と改称 （2年制）。
- 1938年（昭和13年）
  - 3月24日 - 女子部を設置。
  - 5月28日 - 臨時養成科 （1年制）を併設。
- 1944年（昭和19年）
  - 3月31日 - 熊本市出水町長溝 （現・市立出水中） の新校舎に移転。
  - 4月1日 - 官立[2]移管され、熊本青年師範学校と改称。本科3年制 （中等学校卒対象）とする。
  - 5月31日 - 熊本市立第三青年学校を代用附属校とする。
- 1946年（昭和21年）3月 - 熊本県立青年学校教員臨時養成所を廃止。
- 1947年（昭和22年）10月 - 熊本市立出水中学校を教育実習校とする。
- 1949年（昭和24年）5月31日 - 新制熊本大学が発足。
  - 熊本師範学校と共に教育学部の母体として包括され、在学生が卒業するまで熊本大学熊本青年師範学校として存続。校地には教育学部出水教室が設置。
- 1951年（昭和26年）3月31日 - 最後の卒業生を送り出し、熊本大学熊本青年師範学校が廃止。

## 歴代校長
熊本県立青年学校教員養成所（前身諸校を含む）
- 所長： 山崎熊太 （1920年4月 - 1921年4月）
- 所長： 小池俊三 （1921年4月 - 1933年5月）
- 所長： 鈴木郷司 （1933年5月 - 1942年10月）
- 所長： 満田正軌 （1942年10月 - 1943年9月）
- 所長： 岩田泰雄 （1943年9月 - 1944年3月）

官立熊本青年師範学校
- 校長： 渡辺広実 （1944年4月 - 1946年3月）
- 校長： 平田政雄 （1946年5月 - 1948年9月）
- 校長： 銅直勇 （1948年9月 - 1949年5月）
  - 熊本師範学校校長と兼務。
- 校長： 鰐淵健之 （1949年5月 - 1951年1月）
- 校長： 内藤匡 （1951年1月 - 1951年3月）

## 校地の変遷と継承
熊本市出水町長溝 （現・出水5丁目） の校地を使用した。出水校地には熊本大学教育学部発足時に出水教室が設置された。出水教室は旧制在学生がすべて卒業した1951年（昭和26年）3月で廃止された。跡地は熊本市に譲渡され、熊本市立出水中学校校地となって現在に至っている。

## 関連書籍
- 森川渡（編）　『熊本青年師範学校史』、1991年11月。